# Superliga (pallavolo femminile, Croazia)
La Superliga è la massima serie del campionato croato di pallavolo femminile: al torneo partecipano dodici squadre di club croate e la squadra vincitrice si fregia del titolo di campione di Croazia.

## Albo d'oro
| Dal 1992 al 2016 la competizione è denominata 1.A Liga |                |                |                 |
| 1992-93 Dettagli                                       | HAOK Mladost   | Rijeka         | Pula            |
| 1993-94 Dettagli                                       | HAOK Mladost   | Rijeka         | Pula            |
| 1994-95 Dettagli                                       | HAOK Mladost   | Pula           | Rijeka          |
| 1995-96 Dettagli                                       | HAOK Mladost   | Rijeka         | Pula            |
| 1996-97 Dettagli                                       | Dubrovnik      | Rijeka         | -               |
| 1997-98 Dettagli                                       | Dubrovnik      | -              | Rijeka          |
| 1998-99 Dettagli                                       | Rijeka         | Kaštela        | Dubrovnik       |
| 1999-00 Dettagli                                       | Rijeka         | Kaštela        | Pula            |
| 2000-01 Dettagli                                       | Rijeka         | Kaštela        | HAOK Mladost    |
| 2001-02 Dettagli                                       | HAOK Mladost   | Split          | Kaštela         |
| 2002-03 Dettagli                                       | HAOK Mladost   | Velika Gorica  | Pula            |
| 2003-04 Dettagli                                       | HAOK Mladost   | Velika Gorica  | Rijeka          |
| 2004-05 Dettagli                                       | HAOK Mladost   | Velika Gorica  | Rijeka          |
| 2005-06 Dettagli                                       | HAOK Mladost   | Rijeka         | Šibenik         |
| 2006-07 Dettagli                                       | Rijeka         | Kaštela        | Osijek          |
| 2007-08 Dettagli                                       | Rijeka         | Osijek         | Pula            |
| 2008-09 Dettagli                                       | Rijeka         | Vukovar        | Split           |
| 2009-10 Dettagli                                       | Rijeka         | Split          | HAOK Mladost    |
| 2010-11 Dettagli                                       | Rijeka         | Vukovar        | Split           |
| 2011-12 Dettagli                                       | Rijeka         | Split          | Pula            |
| 2012-13 Dettagli                                       | HAOK Rijeka    | Velika Gorica  | Poreč           |
| 2013-14 Dettagli                                       | HAOK Mladost   | Kaštela        | Poreč           |
| 2014-15 Dettagli                                       | Poreč          | HAOK Mladost   | Marina Kaštela  |
| 2015-16 Dettagli                                       | HAOK Mladost   | Marina Kaštela | Poreč           |
| Dal 2016 la competizione è denominata Superliga        |                |                |                 |
| 2016-17 Dettagli                                       | Marina Kaštela | HAOK Mladost   | -               |
| 2017-18 Dettagli                                       | HAOK Mladost   | Marina Kaštela | -               |
| 2018-19 Dettagli                                       | HAOK Mladost   | Kaštela        | -               |
| 2019-20 Dettagli                                       | HAOK Mladost   | Kaštela        | Marina Kaštela  |
| 2020-21 Dettagli                                       | HAOK Mladost   | Marina Kaštela | -               |
| 2021-22 Dettagli                                       | HAOK Mladost   | Marina Kaštela | -               |
| 2022-23 Dettagli                                       | HAOK Mladost   | Karlovac       | Dinamo Zagabria |

## Palmarès
| Squadra        | Titolo | Stagione |
| -------------- | ------ | --- |
| HAOK Mladost   | 17     | 1992-93, 1993-94, 1994-95, 1995-96, 2001-02, 2002-03, 2003-04, 2004-05, 2005-06, 2013-14, 2015-16, 2017-18, 2018-19, 2019-20, 2020-21, 2021-22, 2022-23 |
| HAOK Rijeka    | 10     | 1998-99, 1999-00, 2000-01, 2006-07, 2007-08, 2008-09, 2009-10, 2010-11, 2011-12, 2012-13                                                                |
| Dubrovnik      | 2      | 1996-97, 1997-98 |
| Poreč          | 1      | 2014-15 |
| Marina Kaštela | 1      | 2016-17 |